# 22338 Janemojo
22338 Janemojo (1992 LE) là một tiểu hành tinh vành đai chính được phát hiện ngày 3 tháng 6 năm 1992 bởi C. S. Shoemaker và D. H. Levy ở Palomar.